# 帕萊斯蒂納 (烏伊拉省)

帕萊斯蒂納（西班牙語：Palestina），是哥倫比亞的城鎮，位於該國西南部乌伊拉省，始建於1937年7月30日，面積220平方公里，海拔高度1,461米，2005年人口10,268，人口密度每平方公里46.67人。
1°45′00″N 76°04′00″W / 1.75°N 76.0667°W